# Richard Stallman
Richard Matthew Stallman, född 16 mars 1953 i Manhattan i New York, är en amerikansk programmerare och förespråkare för fri programvara. Han var först med att argumentera för fri programvara från en moralisk ståndpunkt. Han är grundare av Free Software Foundation och GNU-projektet samt är upphovsman till den fria licensformen General Public License. År 1996 utnämndes han till hedersdoktor vid Kungliga Tekniska högskolan.
Stallman är en hacker i bemärkelsen en skicklig programmerare med ett genuint intresse av att förstå och utveckla den underliggande teknologin. Han är skaparen av populära datorprogram som Emacs, GCC och GDB. Han är även känd som excentriker; bland annat har han bott på sitt kontor på MIT under vissa perioder. I fri programvaru-kretsar omnämns han ofta med sina initialer RMS. Han engagerar sig i många andra frågor förutom programvara såsom världsfred, miljöfrågor, mjukvarupatent och mänskliga rättigheter, vilket framgår av hans personliga webbsida. Han stödjer även amerikanska krigsveteraner som kämpar för medicinsk cannabis.
I september 2019 avgick Stallman som VD för Free Software Foundation och lämnade rollen som  "gästforskare" vid MIT efter att ha lämnat kontroversiella kommentarer om sexskandalen kring Jeffrey Epstein. Stallman förblev chef för GNU -projektet och återvände år 2021 till FSF:s styrelse.

## Biografi
Stallman föddes 1953 på Manhattan i New York av Alice Lippman. Den första gången han fick tillgång till en dator var under sitt år på high school 1969. Sommaren efter att han slutat high school anställdes han av IBM New York Scientific Center och tillbringade den sommaren med att skriva sitt första program, en preprocessor för programmeringsspråket PL/I för IBM 360. "Jag skrev det först i PL/I, och började sedan om i assembler då PL/I-programmet blev för stort för att rymmas på datorn.", sa han senare. Under en kortare tid arbetade Stallman som laboratorieassistent vid institutionen för biologi vid Rockefeller Universitety.
Under sitt första år, 1971, på Harvard University blev Stallman programmerare vid MITs laboratorium för artificiell intelligens, och vanlig sedd person i hackersamfundet. Under dessa år var han kanske mer känd under sina initialer "RMS" än under sitt fulla namn. I den första utgåvan av Hacker's Dictionary skrev han "'Richard Stallman' är bara mitt världsliga namn; kalla mig 'rms'."  Stallman utexaminerades från Harvard magna cum laude med en fil. kand. i fysik 1974. Han påbörjade då doktorandstudier vid MIT. Stallman hoppade av doktorandstudierna men blev kvar som programmerare vid laboratoriet för artificiell intelligens vid MIT.
Som hacker vid MIT:s AI-laboratorium var Stallman en ivrig kritiker av begränsningar i datatillgång. När MIT:s laboratorium för datorvetenskap installerade ett lösenordsskydd 1977, knäckte Stallman detta system och nollställde alla lösenord samt meddelade alla användarna om att lösenordsskyddet avskaffats. Även om Stallman skröt om detta i många år, så blev lösenorden återinförda.

### Upplösningen av hackersamfundet vid MIT
Under 1980-talet började det hackersamfund som Stallman levde i att brytas upp. Med ankomsten av "portabla program", det vill säga program vars källkod kunde kompileras om och köras på olika typer av datorer, blev det lätt för användarna att modifiera och dela de program, som kom med deras datorer, med varandra. Detta upplevde datortillverkarna som ett hot mot sina förtjänstmöjligheter. För att förhindra att de programmen de tagit fram användes på konkurrenternas datorer, upphörde de att skicka med källkoden till programmen och införde restriktioner i licenserna för att begränsa och förbjuda kopiering och vidare distribution. Sådana program hade visserligen funnits tidigare, men nu blev det uppenbart att detta skulle bli gällande norm. När Brian Reid 1979 la in "tidsinställda bomber" i ordbehandlingprogrammet Scribe för att förhindra användandet av programmet utan licens, så förklarade Stallman att "det är ett brott mot mänskligheten att ta betalt för program".

## Grundandet av GNU
År 1985 publicerade Stallman GNU-manifestet, i vilket han gav grunddragen till sin motivation för att skapa ett fritt operativsystem som kallades GNU. GNU skulle vara kompatibelt med Unix, och namnet är en rekursiv akronym för GNU's Not Unix. Kort därefter startade han den ideella organisationen Free Software Foundation (FSF) som anställde programmerare av fri programvara och som tillhandahöll en legal infrastruktur för samfundet runt fri programvara. FSF är registrerat i Massachusetts, och är skattebefriat enligt amerikansk lag.
Samma år, 1985, introducerade och populariserade Stallman begreppet copyleft, en juridisk mekanism för att skydda rättigheterna att ändra och vidaredistribuera fri programvara. Copyleft implementerades för första gången i GNU Emacs General Public License och 1989 släpptes den först programoberoende GNU General Public License. Vid den tiden hade mycket av GNU-systemet redan färdigställts, med ett stort undantag - en operativsystemskärna (kernel). Medlemmar av GNU-projektet påbörjade en sådan som kallades GNU Hurd 1990. Hurd har ännu inte kommit till någon vidare spridd användning.
Genom att skapa programmeringsverktyg för att skriva program, och genom att publicera en generell licens som kunde användas av vilket programprojekt som helst (GPL), så gjorde Stallman det mycket lättare för andra att skapa fri programvara oberoende av GNU-projektet. 1991 skapade ett sådant oberoende projekt en operativsystemskärna kallad Linux. Denna i kombination med GNU-systemet utgjorde ett komplett operativsystem. De flesta använder namnet Linux för att tala om just en sådan kombination, vilket Stallman anser orättvist nedvärderar själva GNU-projektet.
Stallmans inflytande på hackerkulturen omfattar namnet  POSIX och texteditorn Emacs. Emacs blev lika populärt som editorn vi och ledde till konflikter mellan användarna, det så kallade editor war. Stallman kallade sig i samband med detta på skoj "St. Ignucius" / "St. IGNUcius".
Stallman har skrivit många essäer om fri programvara och är en handlingens röst i free software movement. 1999 efterlyste Stallman framtagandet av en fri encyklopedi på nätet genom att inbjuda allmänheten att skapa artiklar. Se GNUPedia.   Stallmans kraftfulla agitation för fri programvara har inspirerat skapandet av programvaran "Virtual Richard M. Stallman" (vrms), ett program som analyserar den programvara som finns installerad på ett Debianbaserat Linux-system och rapporterar vilken programvara som ej är fri.
Stallman kör 100% fri programvara, även på BIOS-nivå. gNewSense GNU/Linux är ett helt fritt operativsystem som användes av Stallman januari 2010.

## Utmärkelser
Asteroiden 9882 Stallman är uppkallad efter honom.